# Декеракт
| Декеракт             | Декеракт                        |
| -------------------- | ------------------------------- |
| Декеракт             |                                 |
| Тип                  | Правильный десятимерный политоп |
| Символ Шлефли        | {4,3,3,3,3,3,3,3,3}             |
| 9-мерных ячеек       | 20                              |
| 8-мерных ячеек       | 180                             |
| 7-мерных ячеек       | 960                             |
| 6-мерных ячеек       | 3360                            |
| 5-мерных ячеек       | 8064                            |
| 4-мерных ячеек       | 13440                           |
| Ячеек                | 15360                           |
| Граней               | 11520                           |
| Рёбер                | 5120                            |
| Вершин               | 1024                            |
| Вершинная фигура     | Правильный 9-симплекс           |
| Двойственный политоп | 10-ортоплекс                    |

Декера́кт — десятимерный гиперкуб, аналог куба в десятимерном пространстве. Определяется как выпуклая оболочка 1024 точек. Он может быть назван по символу Шлефли {4,38}, будучи составленным из 3 9-кубов вокруг каждой 8-грани. Слово «декеракт» — портманто из слов «тессеракт» и греч. δεκα — десять измерений. Также он может быть назван как икосаксеннон или икоса-10-топ от греч. εικοσα — двадцать и топ — 10-политоп. Политоп, двойственный к 10-кубу, называется 10-ортоплекс (или 10-гипероктаэдр).
Если применить к декеракту альтернацию (удаление чередующихся вершин), можно получить однородный десятимерный многогранник, называемый полудекеракт, который является представителем семейства полугиперкубов.

## Свойства
Если у декеракта {\displaystyle a} — длина ребра, то существуют следующие формулы для вычисления основных характеристик тела:
10-гиперобъём:
{\displaystyle V_{10}=a^{10}}
9-гиперобъём гиперповерхности:
{\displaystyle V_{9}(hypersurface)=20a^{9}}
Радиус описанной гиперсферы:
{\displaystyle R={\frac {a{\sqrt {1}}0}{2}}}
Радиус вписанной гиперсферы:
{\displaystyle r={\frac {a}{2}}}

## Состав
Декеракт состоит из:
- 20 эннерактов,
- 180 октерактов,
- 960 хептерактов,
- 3360 хексерактов,
- 8064 пентеракта,
- 13440 тессерактов,
- 15360 кубов или ячеек,
- 11520 квадратов или граней,
- 5120 отрезков или рёбер,
- 1024 точек или вершин.

## Визуализация
Декеракт можно визуализировать либо параллельным, либо центральным проецированием. В первом случае обычно применяется косоугольная параллельная проекция, которая представляет собой 2 равных гиперкуба размерности n-1, один из которых может быть получен в результате параллельного переноса второго (для декеракта это 2 эннеракта), вершины которых попарно соединены. Во втором случае обычно используют диаграмму Шлегеля, которая выглядит как гиперкуб размерности n-1, вложенный в гиперкуб той же размерности, у которых вершины также попарно соединены (для декеракта проекция представляет собой эннеракт, вложенный в другой эннеракт).